# Емерзакер
Емерзакер (њем. Emersacker) општина је у њемачкој савезној држави Баварска. Једно је од 46 општинских средишта округа Аугсбург. Према процјени из 2010. у општини је живјело 1.389 становника. Посједује регионалну шифру (AGS) 9772137.

## Географски и демографски подаци
Емерзакер се налази у савезној држави Баварска у округу Аугсбург. Општина се налази на надморској висини од 457 метара. Површина општине износи 11,7 km². У самом мјесту је, према процјени из 2010. године, живјело 1.389 становника. Просјечна густина становништва износи 119 становника/km².